# D. Gwenallt Jones
D. Gwenallt Jones, vlastním jménem David James Jones, (18. května 1899 – 24. prosince 1968) byl velšský básník a romanopisec.

## Život
Narodil se v jihovelšském Pontardawe jako nejstarší syn Thomase Jonese a jeho manželky Mary. V roce 1917 byl povolán do armády. To odmítl a až do roku 1919 byl uvězněn. Tyto zážitky popsal ve svém románu Plasau'r Brenin vydaném v roce 1934. Od roku 1919 studoval na Aberystwythské univerzitě. Zde později také přednášel. Po vydání prvního románu vydal několik básnických sbírek a v roce 1982 pak posmrtně vyšel jeho druhý román Ffwrneisiau. Zemřel roku 1968 v Aberystwythu, kde byl také pochován.